# Antoine Philippe, Duce de Montpensier

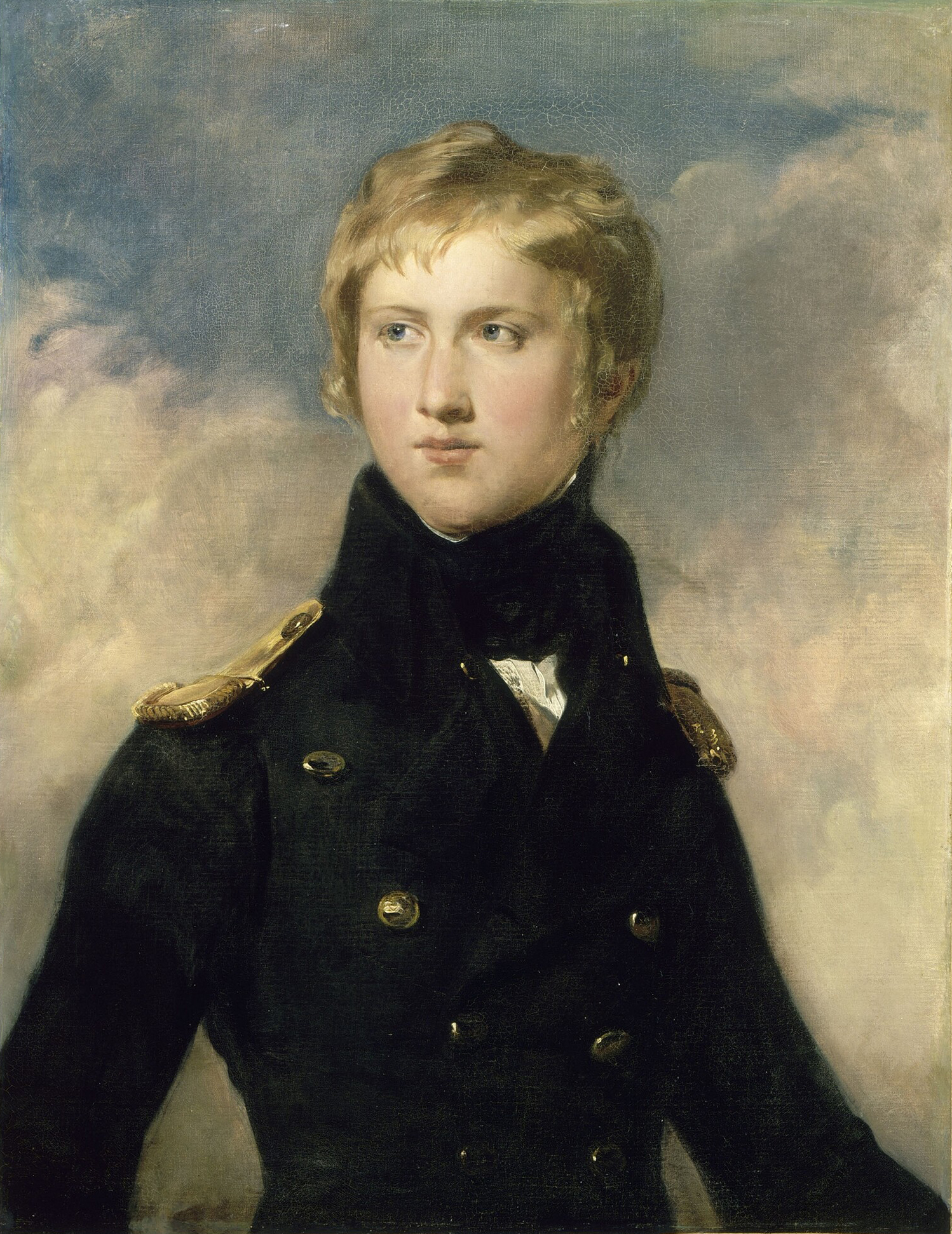
Ducele de Montpensier în uniformă de locotenent-colonel—portret de Amédée Faure (Versailles, Musée national des Châteaux et Trianons)

Louis Antoine Philippe d'Orléans, Duce de  Montpensier (3 iulie 1775 - 18 mai 1807), a fost fiu al lui Louis Philippe d'Orléans (1747–1793) și a ducesei Louise Marie Adélaïde de Bourbon. A fost fratele mai mic al lui Louis-Philippe, care mai târziu a devenit rege al Franței.

## Biografie
În 1791, Antoine Philippe a fost făcut sublocotenent ca aide-de-campe în regimentul fratelui său. (Fratele lui era atunci Duce de Chartres și cunoscut sub numele de "Général Égalité"). Înainte de bătălia de la Jemmapes, unde el și fratele său au luptat, a fost numit aghiotant general. La Paris, în momentul procesului regelui Ludovic al XVI-lea, el n-a reușit să-l convingă pe tatăl său să nu voteze pentru moartea regelui.
În timp ce era aghiotant general în armata de la Var, a fost arestat în același timp cu toți ceilalți bourboni, în aprilie 1793 și închis la Saint-Jean din Marsilia.
În timpul detenției sale, el a contractat tuberculoza, care în cele din urmă l-a ucis, dar, de asemenea, a avut un copil nelegitim cu Françoise Barbaroux-un fiu pe nume Jean-Antoine-Philippe Dentend (n. 7 iulie 1797-d. 5 martie 1858), care a devenit notar al Casei de Orléans. Antoine nu și-a văzut niciodată copilul; la 30 august 1796, Directoratul Francez a decis să-l exileze în Philadelphia, unde afacerile Republicii Franceze în Statele Unite ale Americii îi garantau un venit anual de 15.000 de franci.
S-a stabilit la 5 noiembrie 1796, însoțit de fratele său, contele de Beaujolais, iar în februarie 1797 l-a întâlnit pe Louis-Philippe în Philadelphia. Timp de doi ani au călătorit în Noua Anglie, Marile Lacuri și în zona Mississippi.
Revenind în Europa în 1800, ei s-au stabilit în Anglia, la Twickenham (Casa Highshot, clădire demolată în 1927). În 1807, tuberculoza pulmonară a lui Antoine Philippe s-a înrăutățit. Fratele său mai mare, Ducele d'Orléans, a vrut să-l ia la Devon pentru a beneficia de aer curat, dar, la 20 de km de Twickenham s-au oprit la un han la Salthill (lângă Windsor). Având o criză respiratorie, Antoine Philippe a refuzat eterul pe care Louis-Philippe a vrut să-l administreze și, șoptindu-i "Dă-mi mâna, am crezut că voi muri" ("Donne-moi ta main, j'ai cru que je mourais"), a murit. Cu permisiunea Ducelui de Kent, Louis-Philippe și-a îngropat fratele la Westminster Abbey.